# Ferrari Superamerica 45
La Ferrari Superamerica 45 est une voiture de sport du constructeur italien Ferrari produite en un exemplaire unique par le département spécial One-off de la marque.

## Présentation
La Superamerica 45 a été dévoilée le 20 mai 2011 à Villa d'Erba pour le concours d'élégance. Elle est un modèle unique produite pour un client américain fortuné de la marque.

## Historique
La Superamerica 45 est une interprétation moderne de la Ferrari 575 Superamerica produit en un exemplaire unique. 

## Design
La voiture s'inspire de la 575 Superamerica notamment pour son toit mais également de la Ferrari 400 Superamerica pour la couleur.

## Caractéristiques techniques
La Superamerica 45 est basée sur la Ferrari 599 SA Aperta dont elle reprend le châssis et la carrosserie.

## Moteur
Le moteur de la Superamerica 45 est le V12 atmosphérique de 6,0 litres de 670 ch provenant de la Ferrari 599 GTO. 